# Публий Корнелий Лентул (консул 162 пр.н.е.)
Вижте пояснителната страница за други личности с името Публий Корнелий Лентул.
Публий Корнелий Лентул (на латински: Publius Cornelius Lentulus) e политик на Римската република през 2 век пр.н.е.
Син е на Луций Корнелий Лентул (консул 199 пр.н.е.). Има две деца: Публий Корнелий Лентул (фламин) и Луций Корнелий Лентул (консул 130 пр.н.е.).
През 172 пр.н.е. е пратеник до Гърция. През 171 пр.н.е. е военен трибун в боевете против македонския цар Персей в Беотия.
От 169 пр.н.е. той е едил заедно с Публий Корнелий Назика и организира за пръв път в Рим игри с три пантери и четири слона. През 168 пр.н.е. е отново в делегация до Персей и води преговорите след битката при Пидна.
През 165 пр.н.е. Лентул става претор urbanus. През 162 пр.н.е. е избран за суфектконсул заедно с Гней Домиций Ахенобарб на местото на Публий Корнелий Сципион Назика Коркул и Гай Марций Фигул. През 156 пр.н.е. Лентул е отново пратеник до източните средиземноморски територии. От 125 пр.н.е. е princeps senatus. През 121 пр.н.е. се бие на страната на оптиматите против Гай Семпроний Гракх и е ранен.